# Лотова, Ирина Николаевна
Ири́на Никола́евна Ло́това (род. 27 августа 1958, Москва, СССР) — советский и российский художник-живописец. Член-корреспондент РАХ (2010).

## Биография
Родилась 27 августа 1958 года в Москве. Училась в Детской художественной школе № 1 имени В. А. Серова с 1971 по 1973 год (педагоги А. М. Дымко, В. Н. Мухина).
В 1977 году окончила Московское государственное академическое художественное училище памяти 1905 года (мастерская М. М. Булгаковой). В 1979 году вступила Молодёжное объединение художников и искусствоведов.
В 1982 году принята в Союз художников СССР, Московский союз художников по секции живописи.
Работает в технике масляной живописи и пастели.
По эстетическим вкусам близка к живописной культуре объединения «Голубая роза».
Член-корреспондент Российской академии художеств с 2010 года.

## Награды
- 2005 — премия имени П. Кончаловского.[3]
- 2008 — медаль МСХ «За заслуги в развитии изобразительного искусства»[3].
- 2008 — серебряная медаль Российской академии художеств.[3]

## Выставки
- 1984 — 15 молодёжная выставка.[1]
- 1992 — персональная выставка, Центральный дом художника, Москва.[3]
- 1995 — персональная выставка, Центральный дом художника, Москва.[3]
- 1996 — выставка-конкурса имени Виктора Попкова.[1]
- 1997 — персональная выставка, Музейно-выставочный центр «Истоки», Москва.[3]
- 6.07.2000 — персональная выставка, Переславль-Залесский историко-архитектурный и художественный музей-заповедник.[5]
- 2001 — выставка-конкурс «Весенний салон—2001», победитель творческого конкурса женщин-художников России.[1]
- 2003 — выставка «Мир живописи», диплом РАХ за живописные произведения.[1]
- 2005 — выставка живописи и скульптуры (совместно с Риммой Лотовой), Выставочный зал МСХ, Москва.[3]
- 26.01.2010—10.03.2010 — выставка «Тайный сад» в галерее искусств Зураба Церетели.[4]
- 21.08.2010 — выставка «Зимний сад — сад скульптуры» в Московском доме художника.[6]

## Произведения

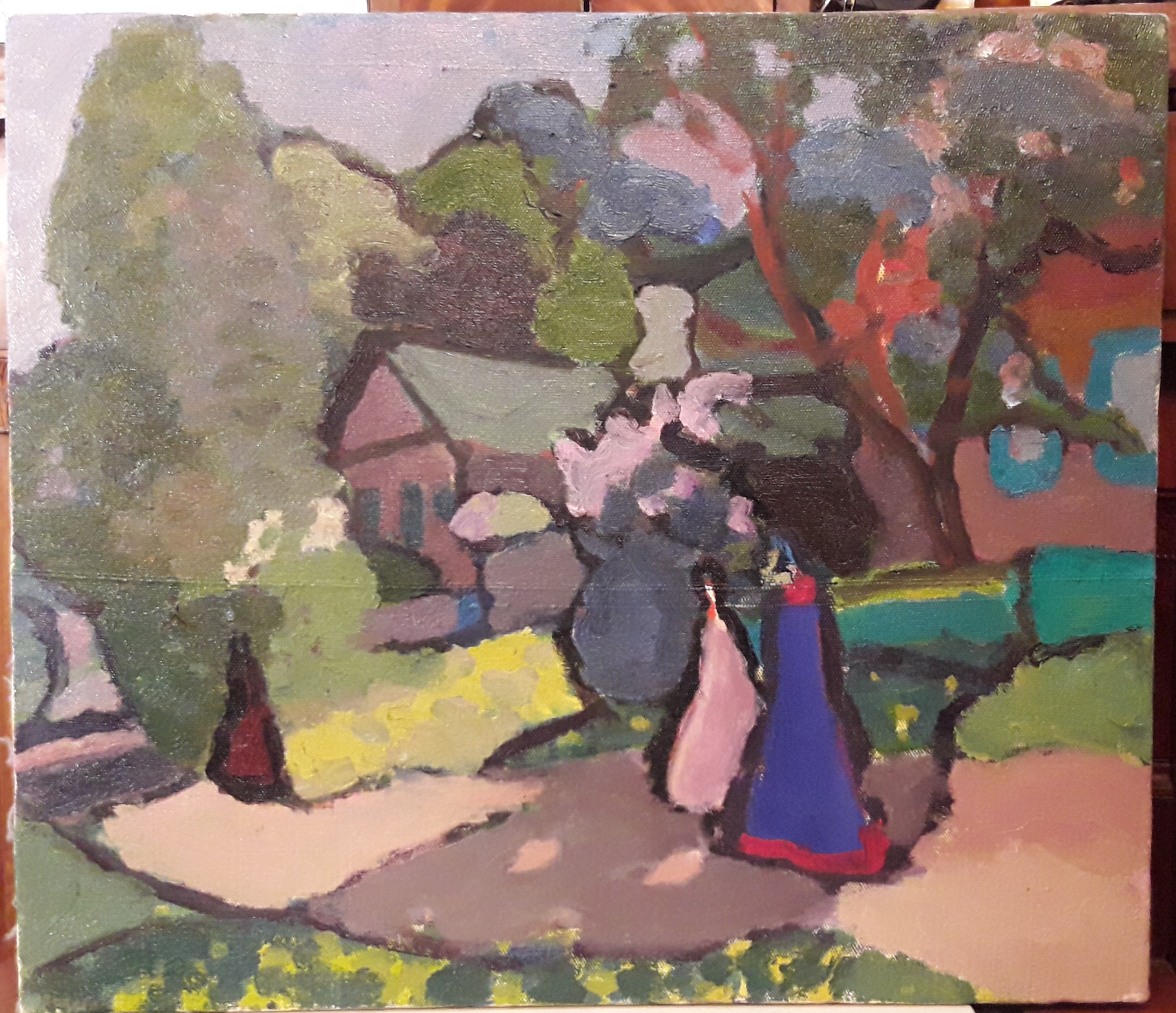
Пейзаж с синим домом, 1992